# Войцех Шида
Войцех Шида (пол. Wojciech Szyda, 1976, Гнезно) — польський письменник-фантаст.

## Біографія
Войцех Шида народився в Гнезні. Навчався на юридичному факультеті Познанського університету імені Адама Міцкевича, після чого працює юрисконсультом у Познані. Одночасно Шида тривалий час є шанувальником фантастики, є членом Гнезненського клубу фантастики, та редактором фензинів «Semtex» і «Inne Planety». Як письменник дебютував у 1997 році, коли в журналі «Nowa Fantastyka» вийшло друком оповідання Шиди «Психонаука» (пол. Psychonautka). Перший роман автора "Готель «Вічність» вийшов друком у 2005 році. Характерною рисою творчості Шиди є зануреність у релігійну тематику. Наступний роман автора «Місто душ» (пол. Miasto dusz) вийшов друком у 2008 році. У 2012 році вишов роман автора «Фаустерія» (пол. Fausteria), а в 2015 році роман «Сікко (оповідь про святотатство і божевілля)» (пол. Sicco (powieść o świętokradztwie i szaleństwie)).

## Вибрана бібліографія

### Романи
- Готель «Вічність» (пол. Hotel "Wieczność", 2005)
- Місто душ (пол. Miasto dusz, 2008)
- Фаустерія (пол. Fausteria, 2012)
- Сікко (оповідь про святотатство і божевілля) (пол. Sicco (powieść o świętokradztwie i szaleństwie), 2015)

### Збірки оповідань
- Шлях чудес (пол. Szlak cudów, 2006)
- Влаштовувач тиші (пол. Stroiciel ciszy, 2011)
- Простір посвяти (пол. Przestrzeń poświęcenia, 2017)
- Саєнс фікції (пол. Sajens fikcje, 2021)